# Mauricio González-Gordon Díez
Mauricio González-Gordon y Díez (Londres, 18 de octubre de 1923 - Jerez de la Frontera, 27 de septiembre de 2013) fue un jerezero y conservacionista español. Fue uno de los fundadores de la Sociedad Española de Ornitología. Sus esfuerzos de conservación de Doñana culminaron con la creación del Parque Nacional de Doñana en 1969.

## Primeros años
Nació en Hampton Hill, Londres, Reino Unido,  hijo de una familia española con ascendencia en el Clan Gordon de Escocia. Sus padres fueron Manuel María González-Gordon y Emilia Díez Gutiérrez. Su padre era conocido como el 'Papa de Jerez' y Mauricio fue el segundo de cuatro hijos.. Su antepasado, John David Gordon de Wardhouse, se estableció en Jerez de la Frontera en el siglo XVIII y comenzó a comerciar con jerez.  En el momento de su nacimiento, el padre de González-Gordon, Manuel estaba promocionando la marca en el Reino Unido.  A los tres años comenzó a ir a la escuela en España.  Fue educado en casa por tutores privados y asistió al colegio La Salle Buen Pastor.   Posteriormente asistió al Instituto Padre Luis Coloma .   Estudió en la Escuela Superior de Comercio de Jerez, donde obtuvo el título de profesor de Comercio.  Pasó el período final de la Guerra Civil Española en 1939 trabajando en una fábrica de aviones Polikarpov para las fuerzas aéreas del bando sublevado.  Asistió a la Universidad de Sevilla y se licenció en Ciencias Químicas en 1946. 

## González Byass
Trabajó la mayor parte de su vida para la empresa González Byass, especializada en la elaboración de jerez . Fue la quinta generación de la familia en presidir la empresa.  Participó en la elaboración y comercialización de jerez, brandy y varios tipos de vino.  Después de terminar sus estudios en 1946 se incorporó al negocio y empezó con la recogida y prensado de la uva  y el sistema de solera.  Su interés por la enología se desarrolló después de visitar California el año en que se graduó.  Visitó California después de haber sido enviado previamente a Nueva York en barco con doce contenedores de vino.  En 1955 fundó el primer centro de investigación en viticultura y enología de España. Ocupó el cargo de responsable de selección de vinos en la empresa, formó parte del consejo directivo a partir de 1961, y fue presidente de la compañía entre 1993 y 1999.  Después de su etapa como presidente continuó ejerciendo como asesor de su hijo, Mauricio Junior, quien asumió su cargo. dedicó parte de su tiempo al consejo regulador de la industria de elaboración de jerez, puesto en el que trabajó durante 24 años. 

## Preservación

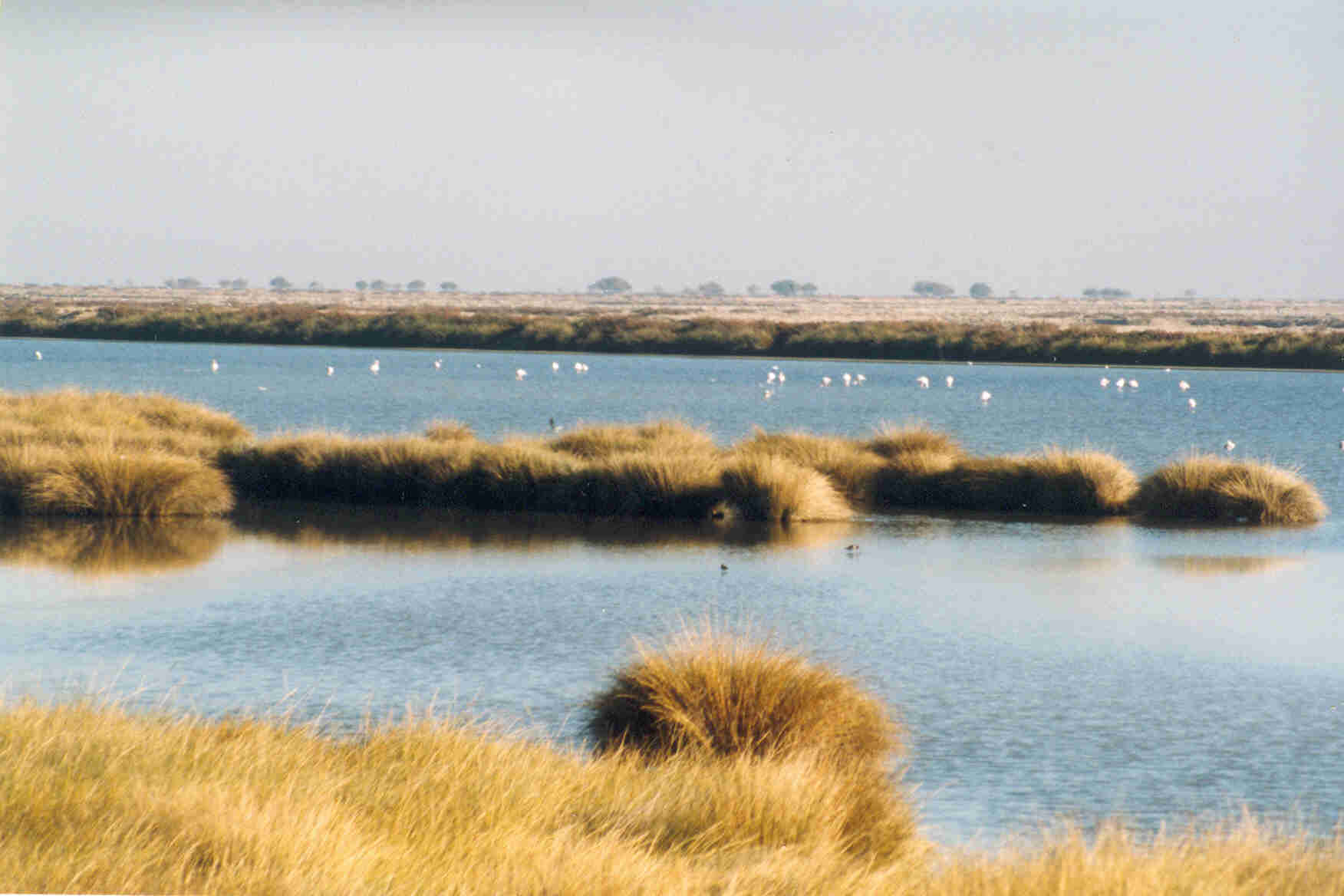
Humedales en Doñana

Fue un ávido observador de aves y ornitólogo .  La finca familiar estaba situada en el Coto Doñana, en la desembocadura del río Guadalquivir. González-Gordon invitó a ornitólogos europeos a visitar la zona. Sirvió de guía a los ornitólogos Francisco Bernis Madrazo y José Antonio Valverde. La familia González-Gordon vio que los humedales estaban amenazados por la plantación de eucaliptos y los planes de drenaje a gran escala propuestos por el gobierno. Mauricio, junto con su padre, pidió a Bernis que intentara influir en Francisco Franco para que abandonara estas propuestas.  El trío escribió un memorándum que fue presentado al propio Franco por el padre de Mauricio, Manuel.  En noviembre de 1953, Bernis había terminado un informe sobre el valor de Doñana, que demostraba que la zona tenía un valor ecológico excepcional. El grupo encontró apoyo internacional para sus objetivos. Los esfuerzos de González-Gordon para disuadir a Franco lo expusieron a cierto peligro,  pero el gobierno de Franco cedió y los planes de drenaje fueron abandonados. 
En 1963, la organización WWF había comprado 7000 hectáreas en la zona.  Tras ganar su lucha contra los planes de construcción, González-Gordon, Bernis y Valverde quisieron crear una fundación española para la ornitología.  En mayo de 1954 fundaron en Madrid la Sociedad Española de Ornitología (SEO), que actualmente es la filial española de BirdLife International . La organización contó con el apoyo de visitas a Doñana de ornitólogos famosos como Edward Max Nicholson y Julian Huxley, con González-Gordon guiándolos.  También ejercería como presidente de la junta directiva de SEO entre 1966 y 1968. Doñana fue declarada Parque Nacional de Doñana en 1969.  La familia González-Gordon cedió gran parte de sus tierras entre Bonanza y Matalascañas para la creación del parque.  En 1994, la zona fue declarada Patrimonio de la Humanidad por la UNESCO y actualmente mide  543 kilómetros cuadrados.  El parque tiene una amplia gama de ecosistemas y es especialmente importante para las aves migratorias. González-Gordon tradujo A Field Guide to the Birds of Britain and Europe de Roger Tory Peterson en 1957. 

## Vida personal
González-Gordon estaba orgulloso de su herencia escocesa, centrada en la ciudad de Huntly y el Clan Gordon .  Su estilo personal de vestir reflejaba esto; era conocido por sus chaquetas de tweed y su ropa británica en general.   Estuvo casado con Milagro López de Carrizosa y Eizaguirre durante 62 años hasta que ella falleciera en julio de 2013. El matrimonio tuvo dos hijos, Bibiana y Mauricio, siendo Mauricio el actual presidente de la empresa familiar.  Durante los tres últimos años de su vida apenas podía salir de su casa. Falleció en 2013 en Jerez de la Frontera, Su familia asegura que lo último que bebió fue un Tío Pepe.   El funeral se celebró en la iglesia de San Juan Bautista de La Salle. 
Fue presidente de la organización local de la Cruz Roja en Jerez de la Frontera durante trece años, entre 1974 y 1988.  

## Honores y condecoraciones
Heredó de su padre el título de marqués de Bonanza  en 1980.    A lo largo de su vida recibió varios honores y condecoraciones:
- Cruz del Mérito Naval con Condecoración Blanca otorgada por el Rey de España por su dedicación a la navegación. [24] [8] [11] [21]
- Caballero de la Orden de Dannebrog concedido por la Reina de Dinamarca (1985). [24] [8]
- Miembro de la Gran Orden de Caballeros del Vino otorgada por la embajada británica en España. [24]
- Medalla de oro otorgada por la Cruz Roja (1986). [2] [24]
- Medalla de Oro al Mérito Enológico y Gran Cruz del Mérito Agrícola por Miguel Arias Cañete, Ministro de Agricultura, Alimentación y Medio Ambiente de España (2011). [24] [21]

En 2004 recibió el Premio Bernis de Ornitología de la Sociedad Española de Ornitología/BirdLife.  Fue galardonado con el Premio Andalucía de Medio Ambiente, el Premio Andaluz de Medio Ambiente, por el gobierno de Andalucía en 2005.  En 2009 fue nombrado hijo predilecto de Jerez de la Frontera. 